# La Zarza de Pumareda
La Zarza de Pumareda är en ort i Spanien.   Den ligger i provinsen Provincia de Salamanca och regionen Kastilien och Leon, i den nordvästra delen av landet, 260 km väster om huvudstaden Madrid. La Zarza de Pumareda ligger 706 meter över havet och antalet invånare är 165.
Terrängen runt La Zarza de Pumareda är platt åt sydost, men åt nordväst är den kuperad. Runt La Zarza de Pumareda är det glesbefolkat, med 9 invånare per kvadratkilometer. Närmaste större samhälle är Aldeadávila de la Ribera, 6,2 km norr om La Zarza de Pumareda. 